# Ho Lien Siew
Ho Lien Siew (* 5. September 1932 in Singapur; † 3. April 2021 ebenda) war ein singapurischer Basketballspieler.

## Biografie
Ho Lien Siew belegte mit der Singapurischen Nationalmannschaft an den Olympischen Spielen 1956 in Melbourne den 13. Platz. Bis er 50 Jahre alt war, spielte Ho Basketball. Nach seiner Karriere fungierte er bis zum 83. Lebensjahr als Trainer.